# Alsomitra
Alsomitra — рід рослин родини гарбузових. Рід поширений від Південно-Східної Азії до о. Нова Гвінея.
Насіння Alsomitra macrocarpa є одним з найбільших крилатих у царстві рослин, і їхня форма надихнула ряд піонерів авіації.

## Вибрані види
- Alsomitra angulata
- Alsomitra angustipetala
- Alsomitra balansae
- Alsomitra beccariana
- Alsomitra brasiliensis
- Alsomitra capricornica
- Alsomitra macrocarpa